# Гідрид алюмінію
Гідри́д алюмі́нію — полімерна неорганічна сполука складу (AlH3)n, за звичайних умов являє собою білу або прозору тверду речовину. Сполука використовується як складова частина ракетного палива, ефективного відновника в лабораторному синтезі, зокрема для добування інших гідридів.

## Структура
Гідрид алюмінію є полімером, він може існувати в вигляді сімох можливих модифікацій: α-(AlH3)n, α1-(AlH3)n, β-(AlH3)n, δ-(AlH3)n, ε-(AlH3)n, γ-(AlH3)n та ζ-(AlH3)n. Найбільш стабільною є альфа-модифікація, в яку після нагрівання переходять модифікації бета та гамма.

## Отримання
Вперше AlH3 було отримано за реакцією між галогенідами алюмінію та алюмогідридами в ефірному розчині:
{\displaystyle \mathrm {AlBr_{3}+3LiAlH_{4}\ \rightarrow \ 3LiBr+4AlH_{3}} }
Безпосереднє виділення полімеру з ефіру неможливе через утворення важкорозчинного комплексу (AlH3)n [O(C2H5)2]m.
{\displaystyle \mathrm {2LiAlH_{4}+H_{2}SO_{4}\ \rightarrow \ 2AlH_{3}+Li_{2}SO_{4}+2H_{2}} }
{\displaystyle \mathrm {2LiAlH_{4}+ZnCl_{2}\ \rightarrow \ 2AlH_{3}+2LiCl+ZnH_{2}} }
{\displaystyle \mathrm {LiAlH_{4}+R\!\!-\!\!CH_{2}\!\!-\!\!Cl\rightarrow \ AlH_{3}+LiCl+R\!\!-\!\!CH_{3}} }
Синтез гідриду алюмінію з галогенідів не виключає можливість наявності домішок у продукті. Для отримання високочистого AlH3 застосовують метод електролізу розчину алюмогідриду натрію у тетрагідрофурані (THF). Як анод і катод використовують алюміній та амальгамоване залізо відповідно. Алюмінієвий анод може бути нерозчинним (реакція 1) і розчинним (реакція 2); іони натрію, утворюючи амальгаму, виключають перебіг побічних реакцій:
{\displaystyle \mathrm {2AlH_{4}^{-}-2e^{-}\ \rightarrow \ 2AlH_{3}\cdot nTHF+H_{2}} }
{\displaystyle \mathrm {3AlH_{4}^{-}+Al-3e^{-}\ \rightarrow \ 4AlH3\cdot nTHF} }

## Хімічні властивості
Гідрид алюмінію є малостійкою сполукою, розкладається при 105 °C з виділенням водню:
{\displaystyle \mathrm {2AlH_{3}\ {\xrightarrow {105^{o}C}}\ 2Al+3H_{2}} }
Він активно взаємодіє з водою:
{\displaystyle \mathrm {AlH_{3}+3H_{2}O\ \rightarrow \ Al(OH)_{3}+3H_{2}} }
Широкого застосування AlH3 набув завдяки своїм сильним відновним властивостям, його використовують переважно в ході органічних синтезів: для відновлення карбонільних, карбоксильних груп тощо.
Алюміній гідрид бере участь в реакціях утворення інших гідридів:
{\displaystyle \mathrm {AlH_{3}+LiH\ \rightarrow \ LiAlH_{4}} }

## Застосування
Гідрид алюмінію використовується у лабораторіях як сильний відновник. Він є складовою частиною ракетного палива й деяких видів вибухівки. Можливим є використання гідриду для акумулювання водню, однак через низьку стійкість сполуки розробки щодо цього не ведуться.